# Willy Koch
Willy Koch Schöneweiss (Solingen, 5 de junio de 1879 - San Sebastián, Guipúzcoa, 8 de marzo de 1950) fue un fotógrafo alemán, afincado en España desde su juventud, tío del conocido fotógrafo vitoriano Alberto Schommer García.

## Biografía
Asentado en la ciudad de San Sebastián desde el año 1901, fue uno de los pioneros en la fotografía en esta ciudad del norte de España. Contrajo matromino con una mujer navarra y alguno de sus hijos siguió sus pasos, como fue el caso de su nieto Sigfrido Koch Arruti.
Su sobrino Alberto Schommer García hizo sus primeros trabajo fotográficos en el estudio de su tío.
Willy Koch también fue un gran aficionado al ciclismo, llegando a ser presidente del Club Ciclista de San Sebastián.
Además de regentar su estudio fotográfico del centro de San Sebastián, también trabajo para medios de comunicación como el diario El Pueblo Vasco o el madrileño El nuevo mundo, entre otros.